# Le Moyen Âge
Le Moyen Âge ist eine seit 1888 erscheinende historische und philologische Zeitschrift, die von den Belgiern Albert Marignan, Jean Georges Platon und Maurice Wilmotte gegründet wurde. Sie erscheint bei De Boeck Université in Paris.
Anfangs diente die Zeitschrift nur als Medium für allgemeine Informationen und Rezensionen für französischsprachige Mediävisten, doch inzwischen ist sie eine der bedeutendsten Fachzeitschriften für mittelalterliche Geschichte, Literatur und Philologie.